# Pidonia ludmilae
Pidonia ludmilae là một loài bọ cánh cứng trong họ Cerambycidae.